# Doctor Guerrer
El Doctor Guerrer o simplement el Guerrer és una encarnació del protagonista de la sèrie de ciència-ficció Doctor Who. Interpretat per John Hurt, és inusual en el fet que tècnicament precedeix el Novè Doctor de Christopher Eccleston, però la seva primera aparició en pantalla va arribar vuit anys més tard, en ser creat retroactivament pel show runner Steven Moffat.
En la narrativa de la sèrie, el Doctor és un alienígena de segles d'edat (aquesta encarnació en concret té 800 anys), un senyor del temps del planeta Gallifrey que viatja en el temps i l'espai en la seva TARDIS, freqüentment amb acompanyants. Quan el Doctor és ferit mortalment, pot regenerar el seu cos, però en fer-ho guanya una nova aparença física, i amb ella, una personalitat completament nova. Pels esdeveniments de la guerra del temps, el Vuitè Doctor (Paul McGann) es va veure obligat a controlar el seu regeneració per convertir deliberadament en un "guerrer", com es veu en el miniepisodi The Night of the Doctor, guanyant així el títol de "El Doctor Guerrer".